# Mãe Beata de Iemanjá
Beatriz Moreira Costa, conhecida como Mãe Beata de Iemanjá (Cachoeira, 20 de janeiro de 1931 – Nova Iguaçu, 27 de maio de 2017) foi uma mãe-de-santo, escritora e artesã brasileira, que desenvolveu trabalhos relacionados à defesa e preservação do meio ambiente, aos direitos humanos, à educação, saúde, combate ao sexismo e ao racismo.

## Biografia
Beatriz nasceu em Cachoeira de Paraguaçu, no Recôncavo Baiano, em 1931, filha de Maria do Carmo e Oscar Moreira. Desde a infância, era conhecida como Beata. Sobre seu nascimento, relatou ter nascido quando sua mãe saía às pressas de um rio, após o estouro da bolsa.
Durante a década de 1950, Beata se mudou para Salvador, morando com Felicíssima, sua tia e o marido dela, o babalorixá Anísio Agra Pereira, conhecido como Anísio de Logunedé. Durante dezessete anos, Beata foi abiã de seu tio que, posteriormente, faleceu, levando-a a procurar Mãe Olga do Alaqueto, que a iniciou para a orixá Iemanjá, no terreiro do Alaqueto. Antes do falecimento de sua mãe, Beata foi entregue por esta aos cuidados de sua ialorixá Olga do Alaqueto.
Mesmo vivendo em uma família que seguia preceitos patriarcais, fez cursos de teatro amador e participou de grupos folclóricos. Teve quatro filhos com Apolinário Costa: Ivete, Maria das Dores, Adailton e Aderbal, seu marido e primeiro namorado.
No ano de 1969, Beata separou-se do marido, mudando-se para o estado do Rio de Janeiro em busca de melhores condições de vida para ela e sua prole. Beata cria seus filhos com muita dificuldade, exercendo várias funções, tais como empregada doméstica, costureira, manicure, cabeleireira, pintora e artesã. Trabalhou como figurante na Rede Globo de Televisão, atividade resultante de contatos já existentes em Salvador, onde participou da novela “Verão Vermelho”, filmada na referida cidade. Logo após, conseguiu trabalho como costureira na mesma empresa, função da qual se aposentou.
Residindo no bairro de Miguel Couto, Nova Iguaçu, em 20 de abril de 1985 fundou o terreiro Ilê Omiojuarô, no mesmo bairro. Foi ainda presidente da ONG Criola, organização de mulheres negras que atua contra o racismo, o sexismo e a violência contra a mulher.
Ao longo dos anos foi reconhecida por sua ativa militância em favor de diversas causas, especialmente a liberdade religiosa. No ano de 2014, foi homenageada pela escola de samba Garras do Tigre, no Carnaval de Nova Iguaçu.
Receberia a Medalha Tiradentes, por iniciativa do deputado Marcelo Freixo, em 7 de junho de 2017. Morreu em sua casa, em 27 de maio de 2017, aos 86 anos, de causa não informada. A homenagem na ALERJ, ainda assim, está mantida.

## Obras publicadas
- Caroço de Dendê – a sabedoria dos terreiros: Como yalorixás e babalorixás passam conhecimentos a seus filhos (1997)[12]
- “Tradição e Religiosidade”, in WERNECK, Jurema (org.). O livro da saúde das mulheres negras. (2000)[12]
- As histórias que minha avó contava. (2005)[12]